# Port morski Gdańsk

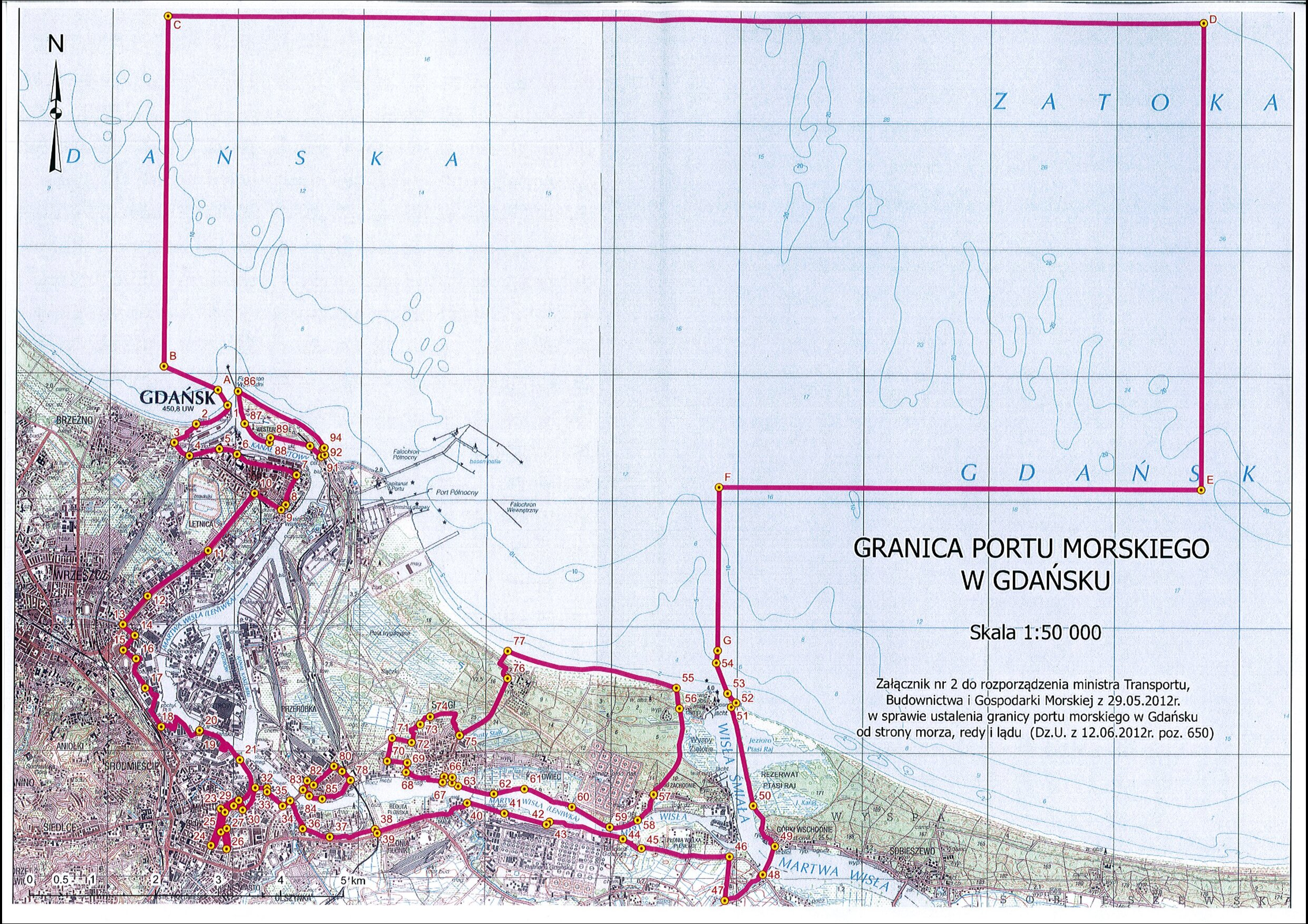
granice Portu od strony morza, redy i lądu

Port morski Gdańsk – port morski nad Zatoką Gdańską na Martwej Wiśle, położony w Gdańsku, w woj. pomorskim. Na rok 2024 jest drugim największym bałtyckim portem i jednym z największych w Europie.
Powierzchnia portu obejmuje 3248 ha lądu, a łączna długość nabrzeży wynosi 23 700 m. W północnej części portu mogą być przyjmowane największe statki, jakie pływają po Morzu Bałtyckim.
W porcie morskim Gdańsk istnieją bazy: paliw płynnych, przeładunku fosforytów, przeładunku siarki płynnej oraz granulowanej, przeładunku owoców cytrusowych oraz przeładunku nowych samochodów osobowych.
Port posiada terminale: promowy, kontenerowy, węglowy, przeładunku gazu płynnego.
W porcie działa wolny obszar celny o powierzchni 33,5 ha.

## Położenie

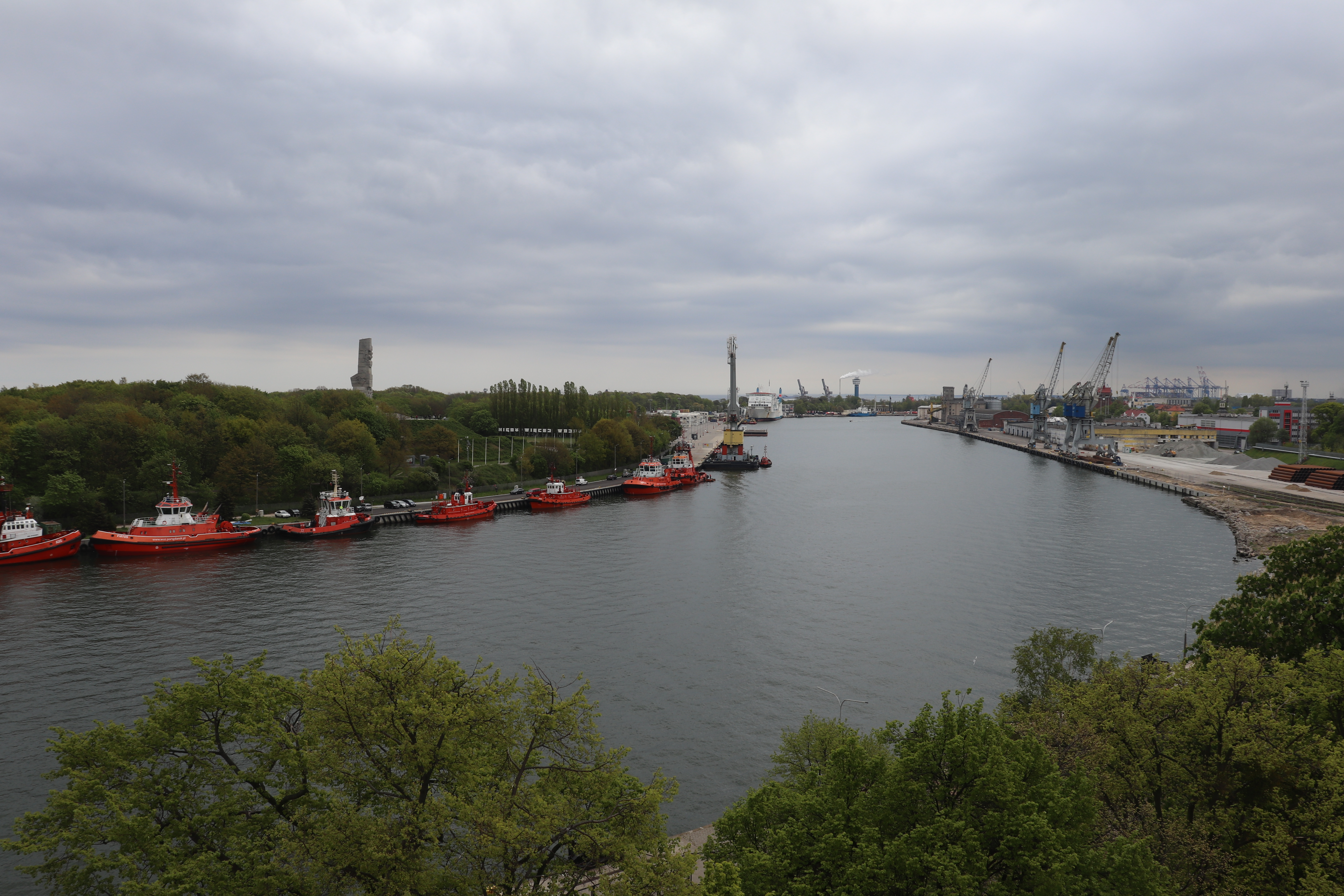
Wejście do gdańskiego portu, po lewej półwysep Westerplatte, po prawej Nowy Port, w oddali dźwigi portowe

Port morski Gdańsk jest położony na południowym wybrzeżu Morza Bałtyckiego, we wschodniej części woj. pomorskiego, stanowiąc północną część miasta Gdańska.
Znajduje się w zachodniej części Mierzei Wiślanej, a jego południowa cześć leży już na Żuławach Wiślanych.
Port leży na odcinku ujściowym Martwej Wisły do Zatoki Gdańskiej obejmując wschodni i zachodni brzeg, a także wyspę Ostrów znajdującą się pomiędzy brzegami oraz twierdzę Wisłoujście. Port obejmuje zachodnią część Wyspy Portowej bez półwyspu Westerplatte, a także jej wschodni pas przy ujściu Wisły Śmiałej. W swej zachodniej części port obejmuje obszar na wschód od ul. Jana z Kolna, Twardej, Marynarki Polskiej, Władysława IV, Oliwskiej, a na zachód od ulicy Nowotnej i osiedla Stogi. W północno-wschodniej części Gdańska obszar portu ogranicza się do Martwej Wisły by przed Wisłą Śmiałą objąć tereny na północ od ulicy Płońskiej, tereny przy zachodnim brzegu Wisły Śmiałej i wąski pas przy wschodnim brzegu ujścia rzeki do Morza Bałtyckiego.
Port obejmuje powierzchnię 679 ha lądu oraz 412,6 ha akwenów.
Granice portu morskiego w Gdańsku są określone rozporządzeniem z 2012 roku.
Tereny portu Gdańsk znajdują się na obszarach dzielnic: Nowy Port, Letnica, Młyniska, Śródmieście, Rudniki, Wyspa Sobieszewska, Krakowiec-Górki Zachodnie, Stogi i Przeróbka.
Według ustawy port morski w Gdańsku jest jednym z czterech portów morskich o podstawowym znaczeniu dla gospodarki narodowej Polski.
W porcie działają stocznie: Remontowa Shipbuilding, Sunreef Yachts, Gdańska Stocznia Remontowa, Stocznia Wisła i Stocznia Gdańska.

## Przeładunki

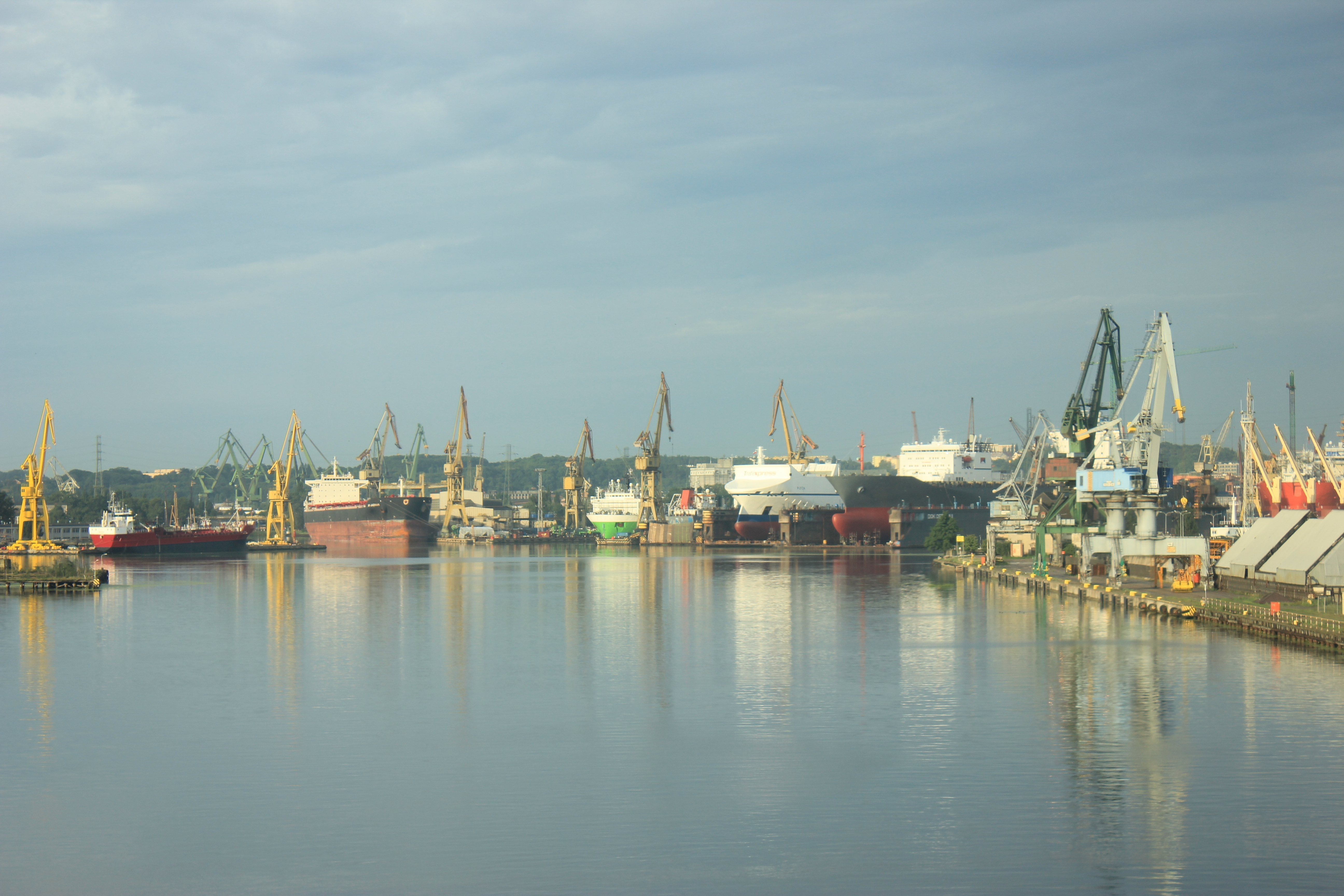
Gdańska Stocznia „Remontowa”

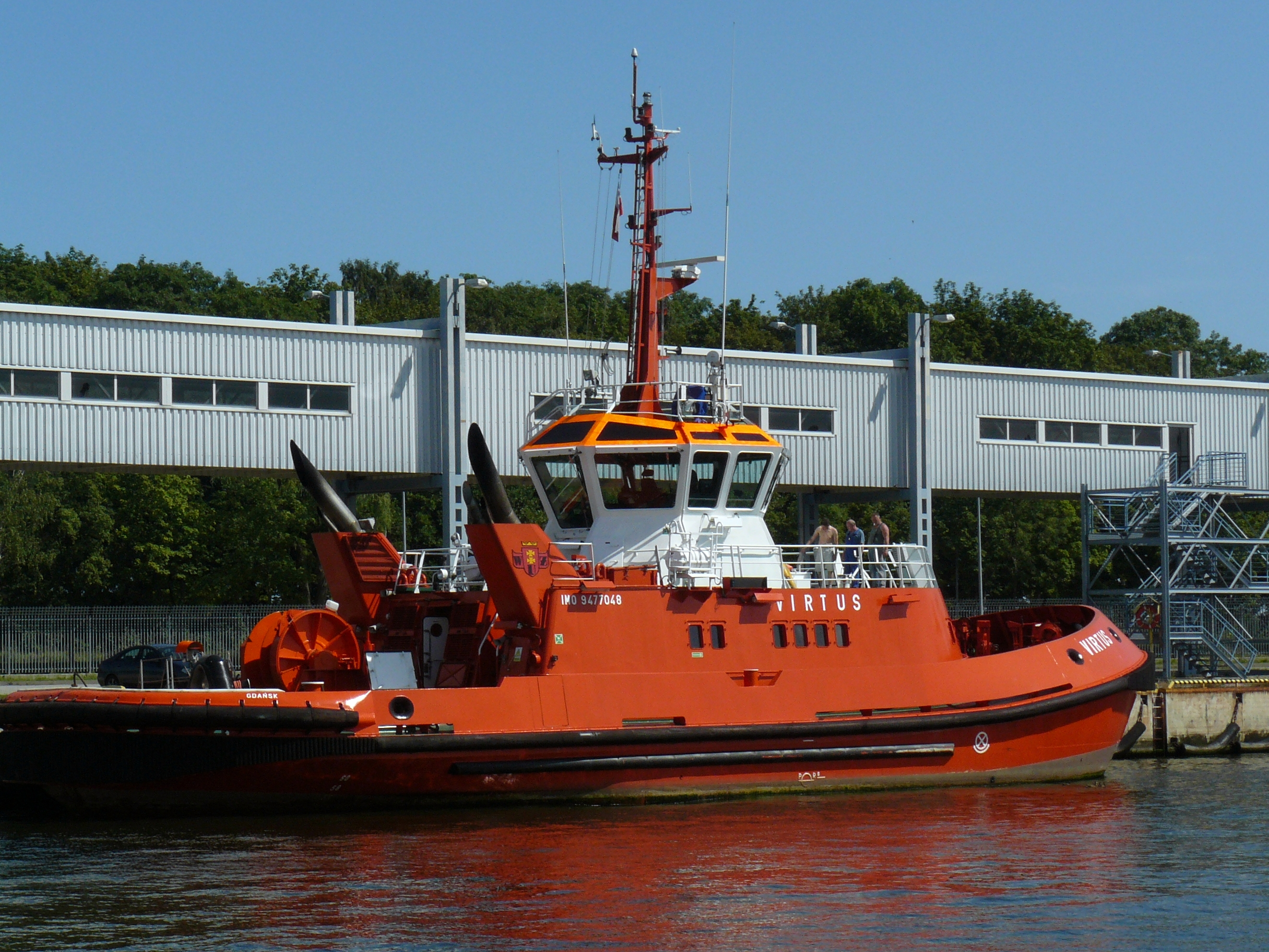
Holownik „Virtus”, za nim w tle rękaw Terminala Promowego Westerplatte

W 2006 r. port morski w Gdańsku zajmował 1. miejsce wśród portów morskich w Polsce pod względem obrotów ładunkowych – wyniosły one 24,207 mln ton, co stanowiło 40,13% obrotów przeładunkowych portów morskich w Polsce. Z tego 23,759 mln ton obrotów dotyczyło międzynarodowego obrotu morskiego, a 448,4 tys. ton (1,85%) związane było z obrotem wewnątrzkrajowym.
Obroty ładunkowe portu w 2008 roku wynosiły 17,78 mln ton, a w 2011 roku 23,5 mln ton. Jest portem handlowym, którego główną część obrotów ładunkowych stanowią paliwa płynne. 21 sierpnia 2013 r. do nabrzeża terminalu kontenerowego Baltic Hub zacumował największy statek kontenerowy świata klasy Triple-E MS Mærsk Mc-Kinney Møller (długość 399 m). 
W 2015 port w Gdańsku przeładował rekordowe 36 mln ton towarów (wzrost o 11 proc. w stosunku do 2014), zwiększając o 3 proc. swój udział w rynku przeładunków morskich w Polsce. Najwięcej przeładowano paliw płynnych (15 mln ton – wzrost o ok. 18 proc.), co stanowi kolejny historyczny rekord. Zysk netto portu wyniósł ok. 83,3 mln zł, a rentowność netto ok. 47 proc.
W 2017 przeładunki w porcie wyniosły 40,6 mln ton, co plasowało Gdańsk na 6 miejscu wśród portów bałtyckich. Progu 40 mln t nie przekroczył dotąd żaden polski port morski. W 2018 trend wzrostowy był kontynuowany, po 11 miesiącach przeładunki osiągnęły 44,7 mln ton, a w całym 2018 roku 49 mln ton, a więc o 20% więcej niż rok wcześniej, co dało gdańskiemu portowi 4. pozycję na Bałtyku. Wszystkie polskie porty przeładowały w 2018 101 mln ton towarów, a wszystkie porty bałtyckie – ok. 900 mln t. Przeładunki w roku 2019 zamknęły się liczbą 52 mln t.
Pandemia COVID-19 spowodowała zmniejszenie wielkości przeładunków w I półroczu 2020 o 15,2 proc. do 23,2 mln ton, jednakże spadek ten okazał się niższy niż w innych portach Europy, w wyniku czego port w Gdańsku znalazł się w gronie 20 największych pod względem przeładunków portów kontynentu, dystansując m.in. Genuę i Dunkierkę. Cały rok 2020 zamknął się 8% spadkiem ładunków z 52 do 48 mln t, a zysk netto osiągnął poziom 65 mln zł. Z tych samych przyczyn w styczniu 2021 port gdański z przeładunkami rzędu 4,6 mln t stał się pod tym względem III portem na Bałtyku (po Ust-Łudze i St. Petersburgu, a przed Primorskiem i Kłajpedą); stan ten utrzymywał się przez cały I kwartał 2021 roku, kiedy przeładowano 13,3 mln t towarów.
Wojna Rosji z Ukrainą spowodowała z kolei, że w I kwartale 2022 port w Gdańsku pod względem ogólnej liczby przeładunków znalazł się na drugim miejscu wśród portów nad Bałtykiem, z wynikiem 561 396 TEU zachowując status największego portu kontenerowego.
W 2023 r. port morski w Gdańsku zajmował 1. miejsce wśród portów morskich w Polsce pod względem obrotów ładunkowych – wyniosły one 77,400 mln ton, co stanowiło 58,5% obrotów przeładunkowych portów morskich w Polsce. Z tego 78 581,5 mln ton obrotów dotyczyło międzynarodowego obrotu morskiego, a 1 205,6 tys. ton związane było z obrotem wewnątrzkrajowym.
Port oferuje regularne połączenia żeglugowe do 17 państw. W 2008 roku zostało obsłużonych 188 392 pasażerów. Swoją bazę promową w porcie ma Polska Żegluga Bałtycka, która utworzyła 4 linie promowe z Gdańska.
| Grupy ładunków    | Obroty [ton] | %      |
| ----------------- | ------------ | ------ |
| Paliwa płynne     | 12 808 547   | 34,35% |
| Drobnica i drewno | 14 549 116   | 39,02% |
| Węgiel            | 5 080 910    | 13,63% |
| Zboże             | 1 147 953    | 3,08%  |
| Inne masowe       | 3 702 443    | 9,93%  |
| Razem (Σ)         | 37 288 969   | 100%   |

## Nawigacja

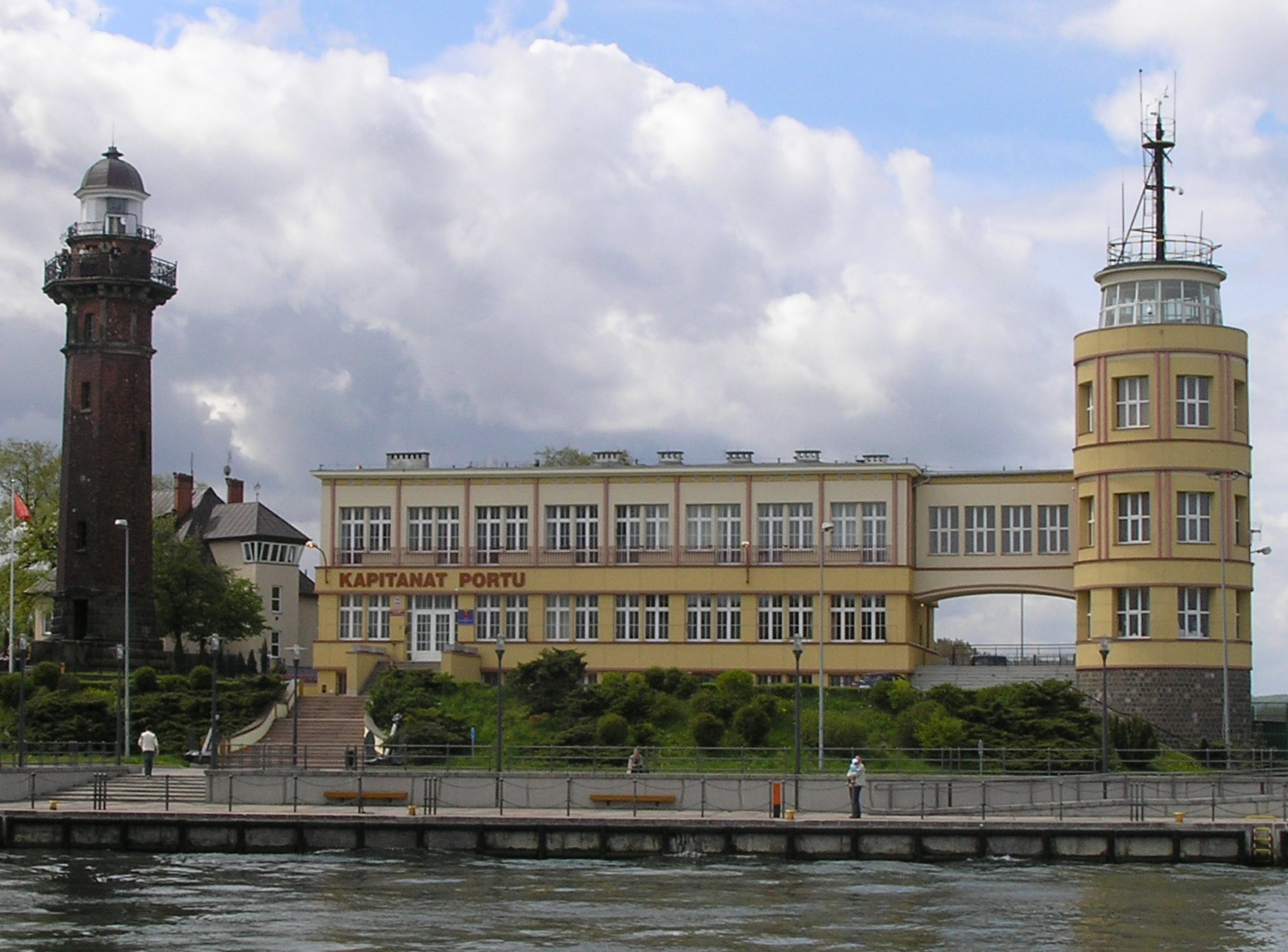
Kapitanat Portu Gdańsk – Nowy Port

Do portu Gdańsk przy średnim stanie wody mogą wchodzić zasadniczo statki:
- do Nowego Portu – statki o długości do 225 m i zanurzeniu do 10,20 m,
- do Portu Północnego z wyłączeniem stanowiska „T” statki o długości do 300 m i zanurzeniu do 15,0 m,
- przy stanowisku „T” mogą być obsługiwane statki o długości do 350 m i zanurzeniu do 15,0 m.

Według rozporządzenia, kapitan portu Gdańsk może w uzasadnionych przypadkach pozwolić na wprowadzenie bądź wyprowadzenie statków o gabarytach większych niż wymienione powyżej, jednak maksymalna długość jednostki obsługiwanej w Gdańsku Nowym Porcie nie może przekraczać 280 m.
W zimie port nie jest zagrożony zalodzeniem.

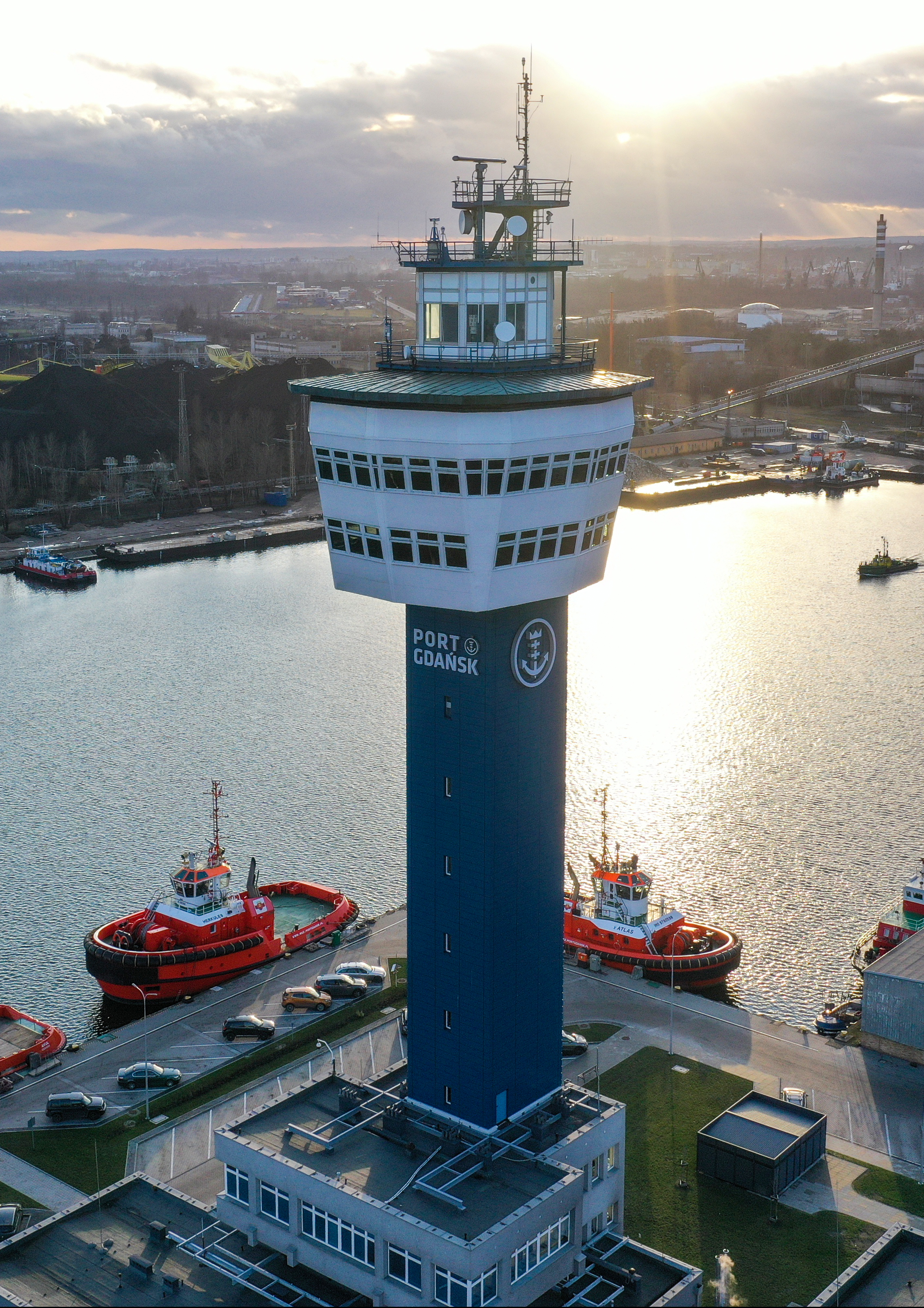
Kapitanat Portu Północnego- najmłodsza w Polsce latarnia

Ruchem statków w porcie kieruje Kapitanat Portu Gdańsk, którego główna siedziba mieści się przy ulicy Przemysłowej. Przy ul. kpt. Żeglugi Wielkiej Witolda Poinca znajduje się wieża Służby Dyżurnej Kapitanatu Portu Gdańsk (zwana popularnie Kapitanatem Portu Północnego), która kieruje ruchem statków w północnej części portu Gdańsk. Wieża ta spełnia także funkcję latarni morskiej. Pod kapitana portu Gdańsk podlega także bosman przystani morskiej w Górkach Zachodnich.

## Infrastruktura

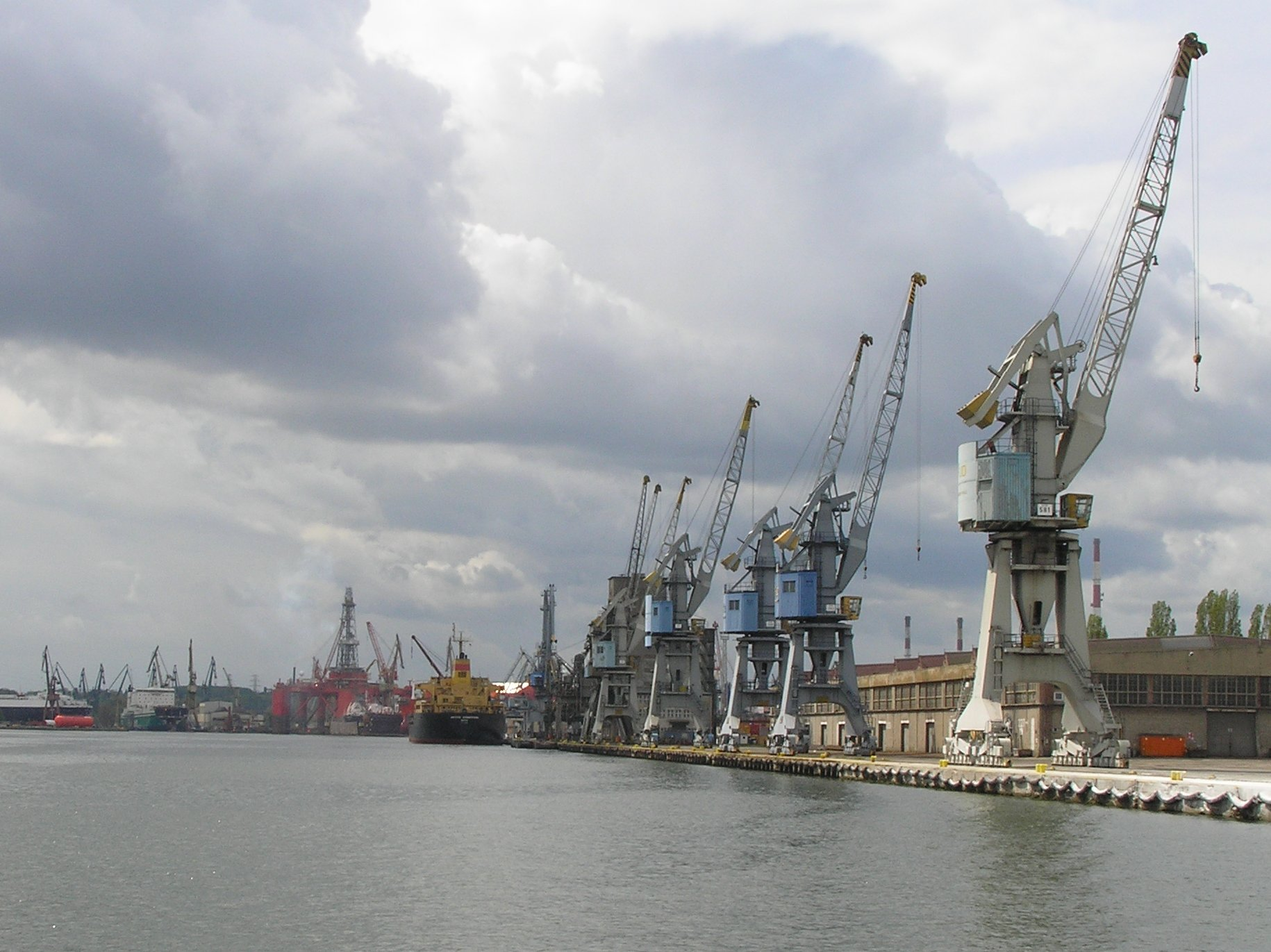
Po prawej żurawie portowe na Nabrzeżu Wiślanym, w głębi stocznia

Według danych GUS-u z 2024 roku łączna długość nabrzeży w porcie wynosi 29 982 m, w tym 25 845 m nadających się do eksploatacji. Powierzchnia składowa w porcie Gdańsk wynosi 1 651 009 m², a powierzchnia magazynowa portu wynosi 105 530 m². Zarząd portu deklaruje zdolność przeładunkową portu wewnętrznego na 13,7 mln ton, a Portu Północnego na 65,5 mln ton.
W kwietniu 2019 rząd potwierdził plan budowy pływającego terminala, tzw. FSRU (Floating Storage and Regasification Unit), czyli wyposażonego w pokładowe urządzenia do regazyfikacji skroplonego gazu ziemnego. Oddanie inwestycji do użytku planowane jest w 2027/2028 roku.

### Zarząd
Infrastrukturą portową gospodaruje spółka prawa handlowego Zarząd Morskiego Portu Gdańsk SA, która także świadczy usługi związane z jej korzystaniem. Zarząd Portu Morskiego Gdańsk SA należy do Europejskiej Organizacji Portów Morskich (ESPO). Udziałowcami spółki są: Skarb Państwa, Gmina Gdańsk i uprawnieni pracownicy. Od marca 2024 prezesem zarządu jest Dorota Pyć.
Spółka jest następcą Zarządu Portu Gdańsk SA. Oprócz zarządzaniem infrastrukturą, spółka zajmuje się prognozowaniem i planowaniem rozwoju portu, budową i modernizacją infrastruktury i świadczeniem usług związanych z korzystaniem z infrastruktury portowej.
Wyniki finansowe spółki (w mln zł):
| Rok  | Przychody ze sprzedaży | Zysk netto |
| ---- | ---------------------- | ---------- |
| 2024 | ~541,62                | ~264       |
| 2023 | 510,96                 | 212,16     |
| 2022 | 383,66                 | 164,19     |
| 2021 | 227,62                 | 83,13      |
| 2020 | 242,56                 | 65,10      |
| 2019 | 240,24                 | 60,67      |
| 2018 | 219,41                 | 75,08      |
| 2017 | 205,81                 | 77,00      |
| 2016 | 195,01                 | 74,38      |
| 2015 | 177,26                 | 83,81      |
| 2014 | 159,56                 | 35,74      |
| 2013 | 157,20                 | 44,14      |
| 2012 | 130                    | 19         |

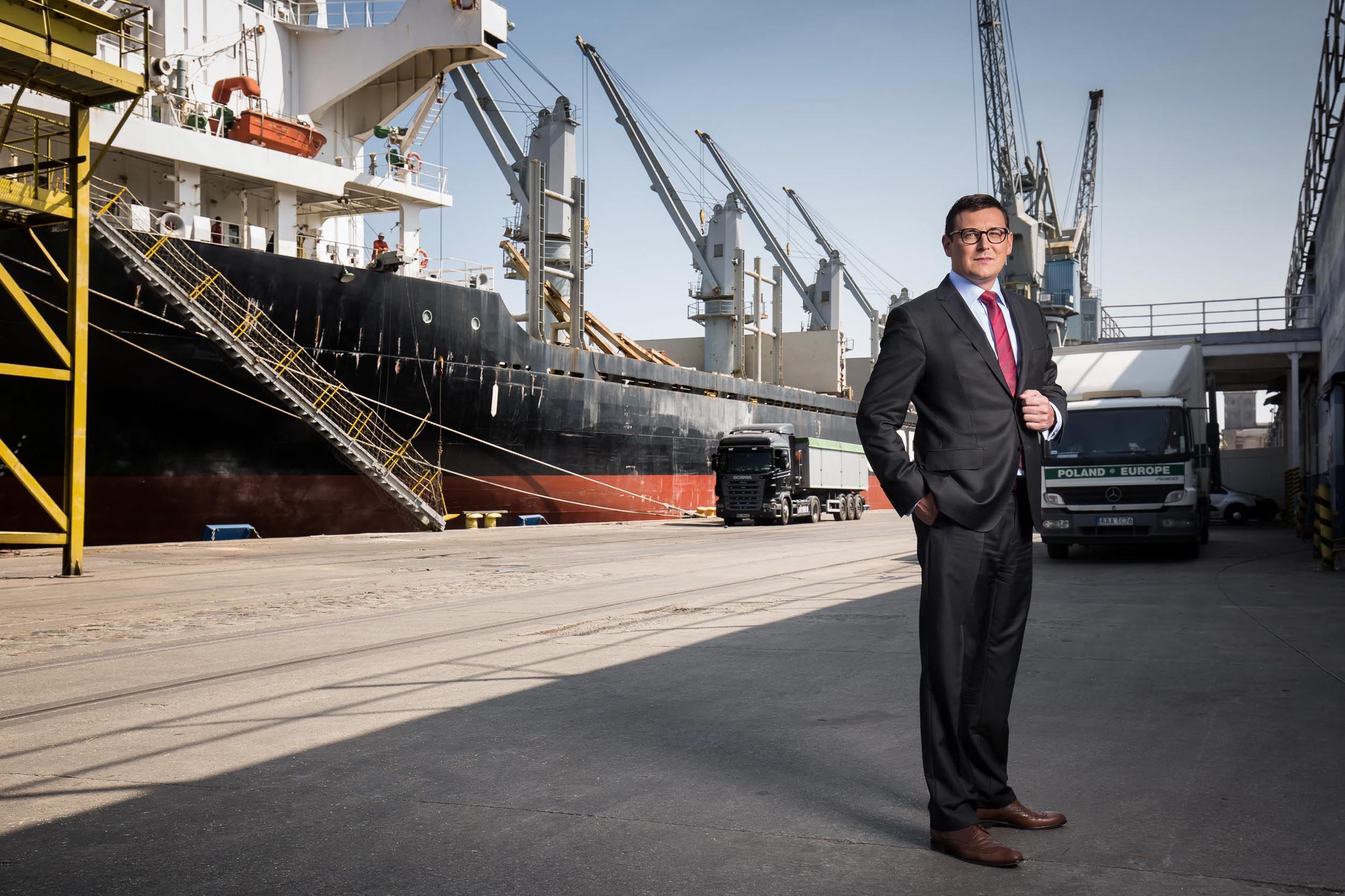
Łukasz Greinke, jeden z poprzednich prezesów Zarządu Morskiego Portu Gdańsk S.A

Poprzedni prezesi Zarządu Morskiego Portu Gdańsk S.A:
1. Łukasz Malinowski – 2023-2024[35][36]
2. Łukasz Greinke – 2016-2023[37][38]
3. Dorota Raben – 2013-2016[39]
4. p.o. Jerzy Melaniuk – 2012-2013[40]
5. Ryszard Strzyżewicz – 2008-2012[41][42]
6. Stanisław Cora – 2006-2008[43]
7. Andrzej Kasprzak – 2002-2006[44][45]
8. Stanisław Cora – 1998-2002[43]

### Port wewnętrzny
Nowy Port jest częścią portu Gdańsk, obejmującą obszar wzdłuż Martwej Wisły i Kanału Portowego, może przyjąć statki o maksymalnej długości 225 m.
W południowej części portu wewnętrznego, znajduje się wyspa Ostrów i Kanał Kaszubski.
Ta część portu posiada nabrzeża o charakterze uniwersalnym do przeładunku drobnicy i ładunków masowych – zboża, nawozów sztucznych, tarcicy, rudy, stali, ro-ro.
Pełna lista nabrzeży w porcie wewnętrznym
| Nazwa                                                   | Przeznaczenie                                                                                             | Długość | Operator | Komentarz                                                                                              |
| ------------------------------------------------------- | --- | ------- | --- | --- |
| Nabrzeże WOC I                                          | Wolny Obszar Celny, ładunki drobnicowe, w tym owoce, samochody handlowe, ryby mrożone oraz owoce morza    | 566 m   | PGE S.A., Cargofruit, BLG Autoterminal Gdańsk, Północnoatlantycka Organizacja Producentów, Adampol oraz Vetro | Wolny Obszar Celny                                                                                     |
| Nabrzeże Zachodnie                                      | Wolny Obszar Celny, ładunki drobnicowe, w tym owoce, samochody handlowe, ryby mrożone oraz owoce morza    | 60      | PGE S.A., Cargofruit, BLG Autoterminal Gdańsk, Północnoatlantycka Organizacja Producentów, Adampol oraz Vetro | Wolny Obszar Celny                                                                                     |
| Nabrzeże WOC II                                         | Wolny Obszar Celny, ładunki drobnicowe, w tym owoce, samochody handlowe, ryby mrożone oraz owoce morza    | 600 m   | PGE S.A., Cargofruit, BLG Autoterminal Gdańsk, Północnoatlantycka Organizacja Producentów, Adampol oraz Vetro | Wolny Obszar Celny                                                                                     |
| Nabrzeże Kpt. Ziółkowskiego                             | dawny terminal promowy, wyłączony z ruchu                                                                 | 175 m   | Polferries | Baza Promowa PŻB                                                                                       |
| Nabrzeże Oliwskie                                       | zboże, drobnica, ro-ro                                                                                    | 865 m   | PGE S.A. | |
| Nabrzeże Zakrętu Pięciu Gwizdków                        | | 455 m   | | W 2021 wyremontowano nabrzeże                                                                          |
| Nabrzeże Zbożowe                                        | zboże | 170 m   | Gdańskie Młyny Sp. z o.o.                                                                                     | W 2021 wyremontowano nabrzeże                                                                          |
| Nabrzeże Wiślane                                        | zboże, drobnica, w tym konstrukcje                                                                        | 1 240 m | PGE S.A. | |
| Nabrzeże Szczecińskie                                   | obsługa statków lo-lo i ro-ro                                                                             | 475 m   | PGE S.A. | Terminal Kontenerowy na Nabrzeżu Szczecińskim                                                          |
| Nabrzeże Trawlerowe                                     | przemysł stoczniowy                                                                                       |         | Stocznia Gdańsk S.A.                                                                                          | Południowo-wschodnia część wyspy Ostrów; W 2024 ogłoszono przetarg na budowę nabrzeża                  |
| Nabrzeże Kaszubskie                                     | przemysł stoczniowy                                                                                       | 450 m   | Stocznia Gdańsk S.A.                                                                                          | |
| Nabrzeże Zdobywców Kołobrzegu                           | przemysł stoczniowy                                                                                       |         | Gdańska Stocznia Remontowa S.A.                                                                               | |
| Nabrzeża Basenu Ostrawica I, wraz z dokiem 3 i 4        | przemysł stoczniowy                                                                                       |         | Gdańska Stocznia Remontowa S.A.                                                                               | |
| Nabrzeża Basenu Ostrawica II (część Ostrawica I)        | przemysł stoczniowy                                                                                       |         | Gdańska Stocznia Remontowa S.A.                                                                               | |
| Nabrzeża Basenu Ostrawica III                           | nieużywany                                                                                                |         | | |
| Nabrzeża Basenu Ostrawica IV, w tym Nabrzeże Elewator 1 | zboże, przemysł stoczniowy                                                                                |         | Gdańskie Młyny Sp. z o.o. Gdańska Stocznia Remontowa S.A.                                                     | |
| Nabrzeże Ostrawica V, w tym Pirs Remontowy              | przemysł stoczniowy                                                                                       |         | Gdańska Stocznia Remontowa S.A.                                                                               | |
| Nabrzeże Remontowe                                      | przemysł stoczniowy                                                                                       |         | Gdańska Stocznia Remontowa S.A.                                                                               | |
| Nabrzeże XVIII - Sienna Grobla                          | | 533 m   | | Wyremontowano w 2020 roku                                                                              |
| Nabrzeże Polskiego Haka                                 | Do inwestycji mieszkaniowych                                                                              | 380 m   | | Wyremontowano w 2024 roku                                                                              |
| Nabrzeże Flisaków                                       | offshore; przez zamknięcie w 2025 r pobliskiego Mostu Siennickiego, odbywa się przeprawa promowa          | 306 m   | Orlen Petrobaltic S.A.                                                                                        | Wyremontowano w 2019 i 2020 roku                                                                       |
| Nabrzeże Szyprów                                        | | 807 m   | | Wyremontowany i zabudowany w 2014 i 2023 roku                                                          |
| Nabrzeże Retmanów                                       | | 940 m   | | Zabudowane w 2019 roku                                                                                 |
| Nabrzeże Krakowskie                                     | cumowanie statków; przez zamknięcie w 2025 r pobliskiego Mostu Siennickiego, odbywa się przeprawa promowa | 232 m   | Przedsiębiorstwo Robót Czerpalnych i Podwodnych Sp. z o.o.                                                    | |
| Nabrzeże Bytomskie                                      | towary rolne                                                                                              | 320 m   | Gdański Terminal Masowy (GBT)                                                                                 | |
| Nabrzeże Przemysłowe                                    | towary masowe                                                                                             | 915 m   | Grupa Azoty „Fosfory” Sp. z o.o., Sibelco Poland, Handel i Minerały Nowak i Polcopper Sp. z o.o               | |
| Nabrzeże Chemików                                       | przeładunek nawozów nieorganicznych, surowców fosforowych                                                 | 370 m   | Grupa Azoty „Fosfory” Sp. z o.o.                                                                              | |
| Nabrzeże Dworzec Drzewny                                | towary masowe                                                                                             | 1 095 m | PGE S.A. | |
| Nabrzeże Rudowe                                         | przeładunki węgla, materiałów sypkich i drewna                                                            | 695 m   | PGE S.A. (Basen Górniczy)                                                                                     | |
| Nabrzeże Administracyjne                                | produkty ropopochodne                                                                                     | 125 m   | PGE S.A. (Basen Górniczy)                                                                                     | |
| Nabrzeże Węglowe                                        | przeładunki węgla, koksu, złomu, kruszyw, materiałów sypkich, wyrobów hutniczych, rud oraz drewna         | 780 m   | PGE S.A. (Basen Górniczy)                                                                                     | 10 marca 2025 podpisano umowę modernizacji 540 m nabrzeża w celu zwiększenia zdolności przeładunkowych |
| Nabrzeże Wisłoujście                                    | | 408 m   | | |
| Nabrzeże Obrońców Poczty Polskiej (OPP)                 | przeładunki towarów masowych suchych i płynnych                                                           | 360 m   | Solid Port Sp. z o.o./Przedsiębiorstwo Przeładunkowo-Usługowe Siark-Port Sp. z o.o.                           | |
| Nabrzeże Mew                                            | | 112 m   | | |
| Nabrzeże Obrońców Westerplatte                          | terminal promowy                                                                                          | 1 360 m | Polferries (Terminal Promowy Westerplatte)                                                                    | Terminal Promowy Westerplatte                                                                          |

### Port Północny
Port Północny jest głębokowodną (do 15 m zanurzenia) częścią portu Gdańsk zbudowaną w 1975 razem z Rafinerią Gdańską, z którą jest połączony rurociągiem. Zlokalizowany jest bezpośrednio na akwenie Zatoki Gdańskiej.
W porcie przeładowuje się głównie ładunki masowe, węgiel i ropę naftową oraz drobnicę skonteneryzowaną.

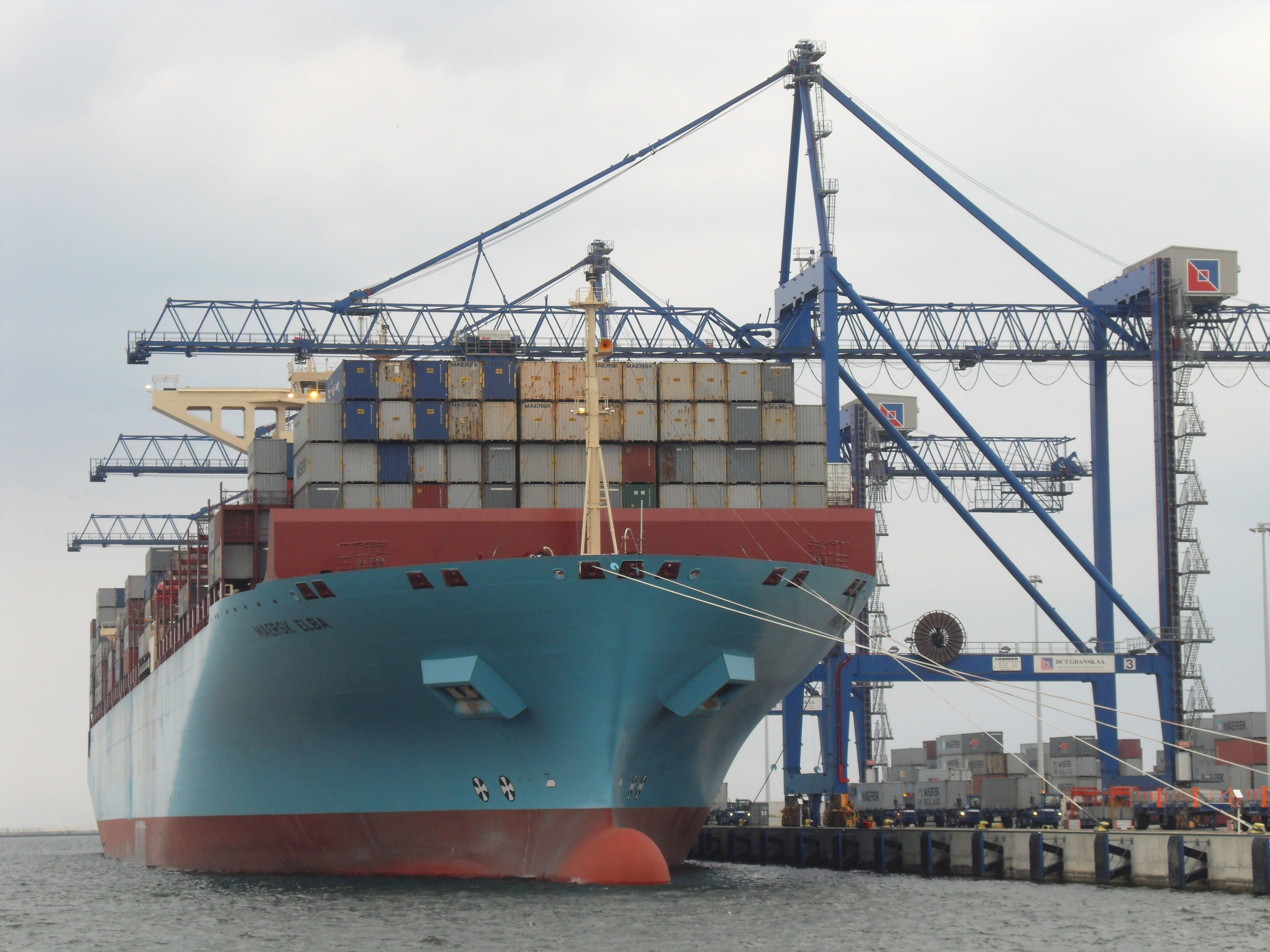
MS „Maersk Elba” przy terminalu Baltic Hub w porcie północnym

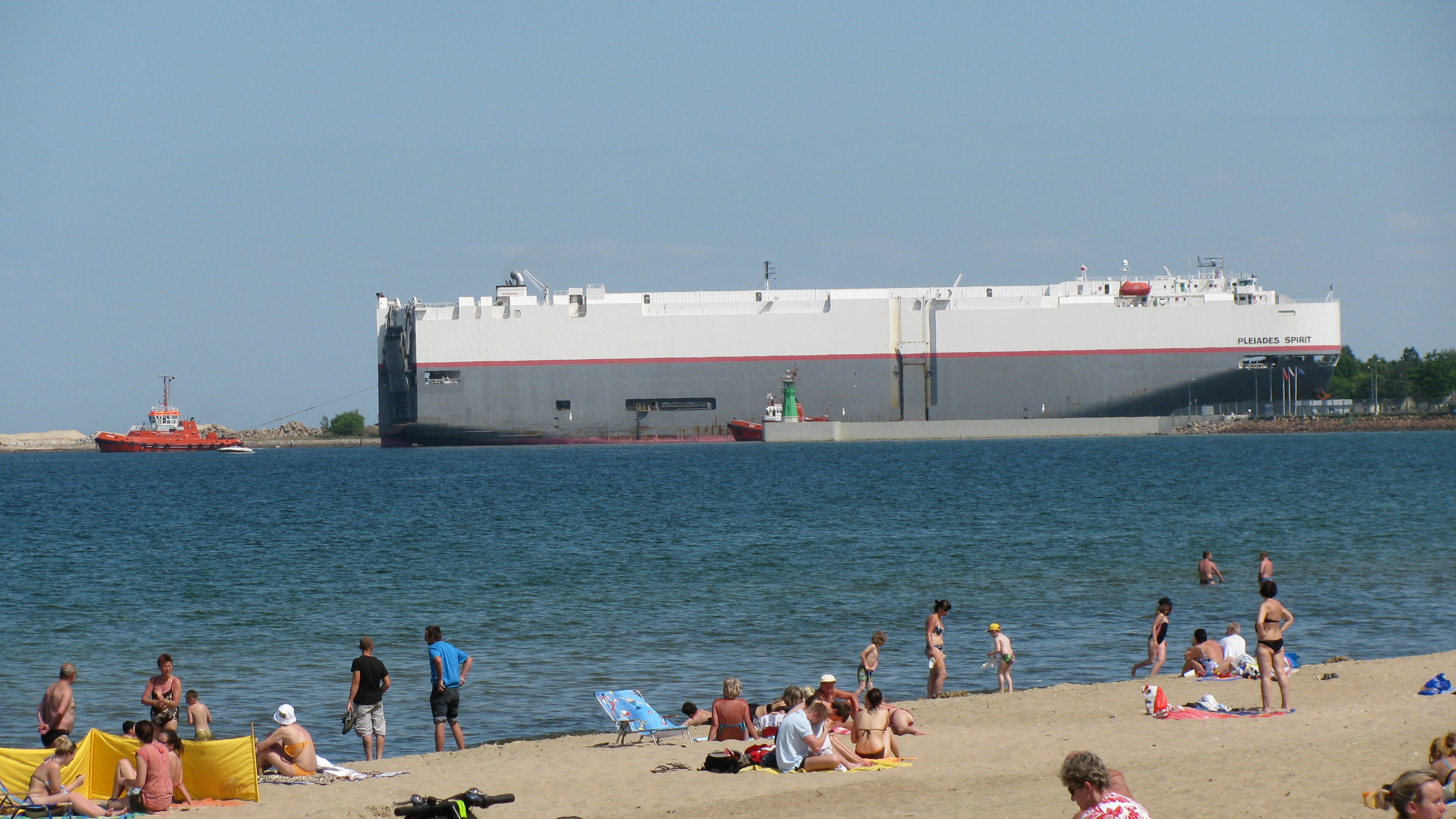
Samochodowiec „Pleiades Spirit” wypływa z portu

Lista baz i terminali w Porcie Północnym
- Baza Paliw Płynnych Naftoport[72]
- terminal węglowy – całkowicie zmechanizowany terminal o wydajności dobowej 50 tys. ton i pojemności placów składowych do 600 tys. ton[73]
- terminal przeładunku LPG – terminal o powierzchni 11 ha zaprojektowany dla rocznej zdolności przeładunkowej do 500 000 ton, przeznaczony do przyjmowania, przechowywania, częściowego mieszania i rozsyłania przy pomocy cystern kolejowych i samochodowych skroplonego gazu LPG; bazę tworzy 16 zakopcowanych zbiorników o całkowitej pojemności magazynowej 13 200 ton[74]
- terminal kontenerowy Baltic Hub – terminal powstały w 2007 roku o powierzchni 88 ha

### Port zewnętrzny
Port zewnętrzny (lub port centralny) jest planowaną inwestycją portu w Gdańsku. Rozpoczęcie prac analityczno-koncepcyjnych ogłoszono w marcu 2015 roku. Jest to pierwszy z trzech etapów. Dalsze etapy to dokumentacyjny i realizacyjny. Zbudowanie portu zewnętrznego miał pozwolić portowi w Gdańsku na osiągnięcie standardu portu V generacji, czyli pozwalającego na obsługę intermodalną największych statków na Bałtyku. Na 2022 rok, nadal toczą się prace w sejmie, a obsługą takich statków zajmuje się terminal Baltic Hub.

## Historia
Pierwsza infrastruktura portowa powstała we wczesnym średniowieczu. Z X wieku pochodzi port grodowy, znajdujący się w ramieniu Motławy, pomiędzy obecnymi ulicami: Sukienniczą i Tartaczną. W XII i XIII wieku utworzono port Starego Miasta po drugiej stronie ramienia Motławy oraz na fosie Podwala Staromiejskiego. W XIII wieku powstała również przystań Dominikanów przy dawnym ujściu Potoku Siedleckiego w pobliżu obecnej ul. Tobiasza. W tym samym wieku zaczął kształtować się port Głównego Miasta pomiędzy ul. Chlebnicką a Mariacką. Na tyłach portu budowano pierwsze magazyny, warsztaty remontowe oraz gospody. W okresie krzyżackim magazyny portowe zostały przeniesione na Wyspę Spichrzów, gdzie wybudowano nowe nabrzeża oraz powstał największy dźwig średniowieczny, Żuraw.

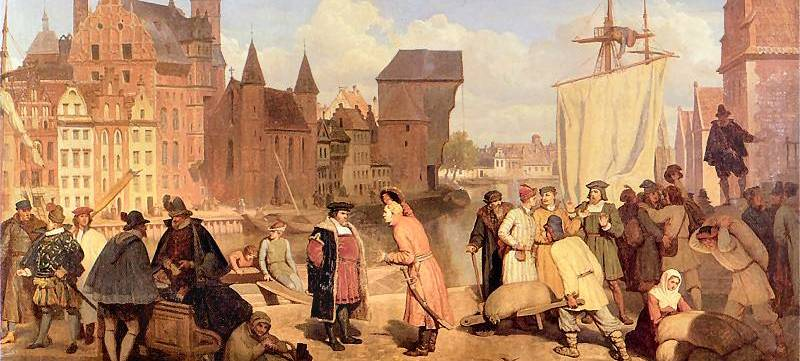
Gdański port w XVII wieku

Pod koniec XV wieku do portu gdańskiego zawijało 400–700 statków rocznie, a w XVII wieku 1000–1600. Głównymi towarami przeładunkowymi były zboże (300 tys. ton w 1618 roku), wosk, miód i drewno. W 1643 roku istniało już 315 spichlerzy, głównie z przeznaczeniem na zboże. Długość nabrzeży wynosiła 3 km.
W XVIII wieku powstawały nabrzeża portu zewnętrznego (Nowy Port). W okresie zaborów port gdański i jego znaczenie podupadły.
1 kwietnia 1843 na wschodnim molo została umieszczona latarnia, tzw. „główka wejściowa”, która wskazywała wejście do portu.
W okresie Wolnego Miasta Gdańsk podmiotem odpowiedzialnym za port była Rada Portu i Dróg Wodnych Gdańska.

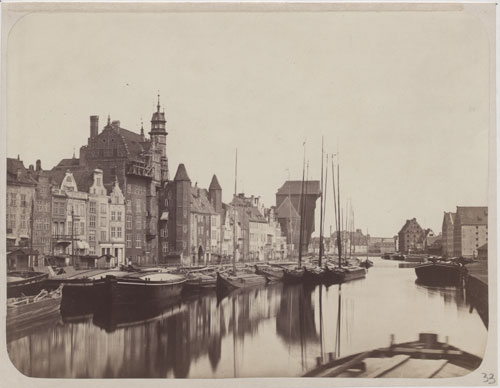
Motława (1866)

Dopiero lata po I wojnie światowej ponownie spowodowały rozwój portu. W 1938 r. stosunek towarów przeładunkowych wzrósł trzykrotnie do okresu z 1914 r. II wojna światowa spowodowała poważne zniszczenia portu. Zniszczeniu uległo 15% nabrzeży, 40% urządzeń przeładunkowych i 88% magazynów. Instytucją odpowiedzialną za odbudowę portu było Biuro Odbudowy Portów.
W 1950  r. Minister Żeglugi ustalił granice terytorialne morskiego portu handlowego w Gdańsku.
W latach 1970–1975 zbudowano nową część portu Gdańsk zwaną Portem Północnym. Jednocześnie zbudowano Rafinerię Gdańską. W 1973  r. powstał terminal promowy Polskiej Żeglugi Bałtyckiej. W 1974  r. w Porcie Północnym został zbudowany terminal węglowy, a rok później terminal paliw płynnych.
W lipcu 1974 r.  zostały formalnie rozszerzone granice portu morskiego.

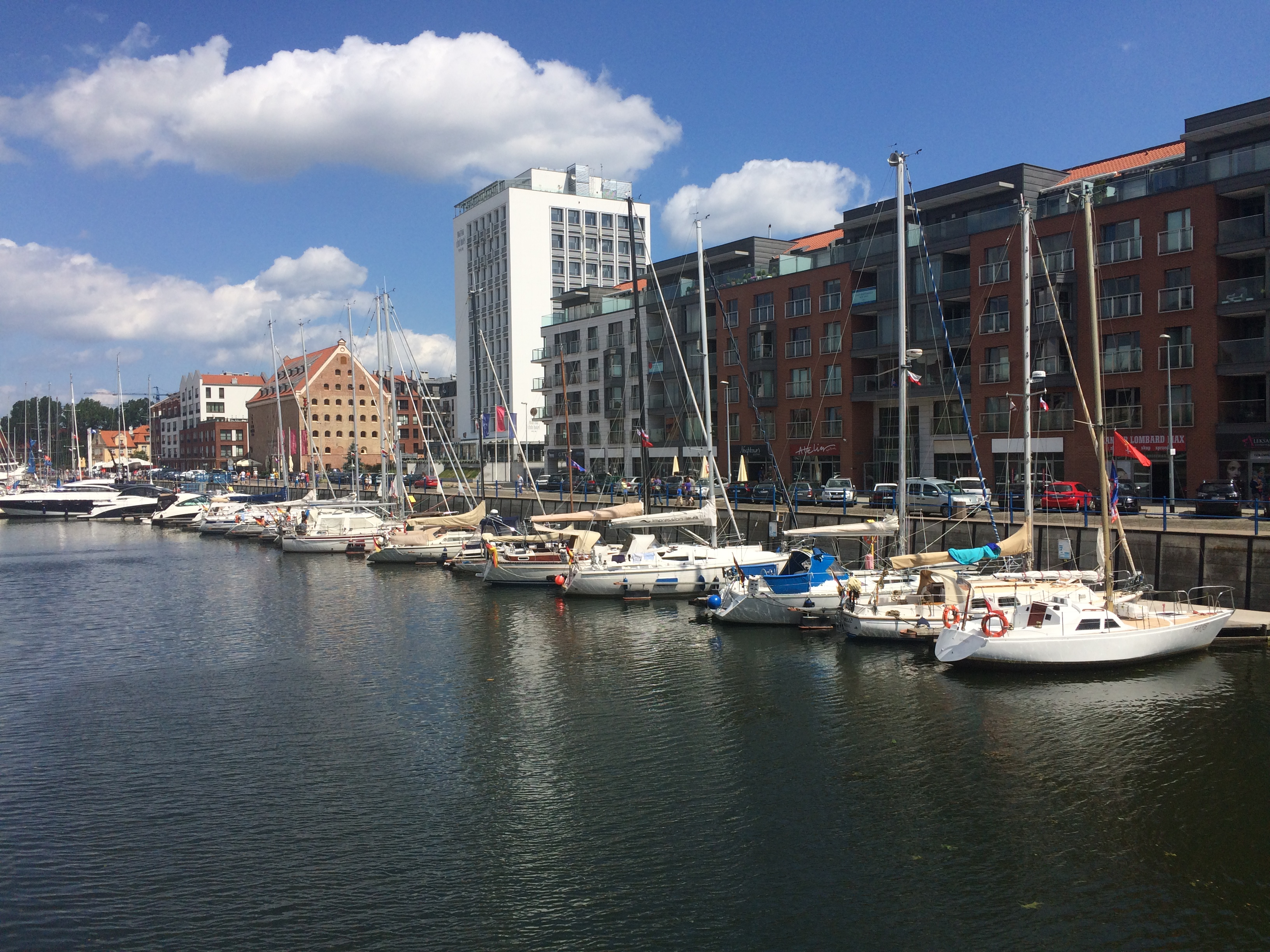
Przystań jachtowa Marina Gdańsk

W 1996  r. został utworzony wolny obszar celny. W 1997 r., z okazji 1000-lecia istnienia miasta, została wybudowana przystań jachtowa Marina Gdańsk. W 1998  r. powstał Gdański Terminal Kontenerowy, a w Porcie Północnym powstał terminal LPG. W 1998 r.  zostały zmienione granice portu morskiego. W 2002  r. zbudowano terminal promowy na Westerplatte. W 2007 r.  powstał terminal kontenerowy Baltic Hub.
26 lipca 2007 roku na 3 dni przy nabrzeżu Oliwskim zacumował statek MS The World – ekskluzywny pływający apartamentowiec ze Stanów Zjednoczonych. 11 sierpnia 2009 do portu wpłynął najdłuższy, jak dotąd, wycieczkowiec MS Arcadia – 289,90 m.
17 sierpnia 2017 zarząd portu podpisał umowę z firmą Doraco na pogłębienie do 11,2 m Nabrzeża Obrońców Poczty Polskiej i Nabrzeża Mew (koszt ok. 40 mln zł), przy czym pierwsze z nabrzeży miało być również wydłużone z 330 do 390 m. Planowane były także pogłębienie toru wodnego i modernizacja nabrzeży: Oliwskiego, Zbożowego, Wisłoujście i Drzewnego, co miało poprawić bezpieczeństwo i warunki żeglugowe wewnątrz portu oraz zwiększyć jego możliwości przeładunkowe. Wszystkie inwestycje miały być zakończone do końca 2020 r., a ich koszt wynieść miał 110,2 mln euro (ok. 470 mln zł), z czego wkład własny portu miał wynieść 16,5 mln euro (15%, reszta miała być pokryta poprzez dofinansowanie unijne). Ponadto rozpatrywana jest koncepcja budowy na północ od Westerplatte Portu Północnego, składającego się z 5–8 terminali głębokowodnych, którego koszty powstania szacuje się na kilkanaście miliardów złotych.
Jesienią 2017 rząd zaakceptował budowę w Gdańsku Portu Centralnego, który ma być przedłużeniem (w stronę morza) powstałego w 1975 r. Portu Północnego. Inwestycja warta od 6 do 11 mld zł miałaby powstać do 2028 r. Port miałby obejmować ok. 1400 ha wód Zatoki Gdańskiej i ok. 400 ha sztucznego lądu.
W 2019 r. na Nabrzeżu Zbożowym, a więc w lewobrzeżnej części portu wewnętrznego, oddano do użytku Terminal Cukrowy o zdolności przeładunkowej 300 tys. ton cukru. W ramach inwestycji Krajowej Spółki Cukrowej o wartości ponad 300 mln zł powstały: 56-metrowy silos o pojemności 50 tys. ton, budynek magazynowy o pojemności 8 tys. ton cukru, pomieszczenia biurowe i pakownia.
Od sierpnia 2018 do marca 2021, kosztem 166 mln zł, dokonano kompleksowej przebudowy linii kolejowych i dróg służących obsłudze gdańskiego portu, w ramach której powstały: 10 km dróg, 7 km torów, 14 rozjazdów i siedem obiektów inżynierskich, w tym wiadukty drogowe i przepusty ochronne na rurociągach paliwowych PERN i LOTOS, a także parking buforowy dla aut ciężarowych.
W 2022 między terminalem kontenerowym Baltic Hub a terminalem węglowym i bazą paliw na powierzchni 27 ha i kosztem 500 mln zł przewidywana jest budowa terminala do przeładunku importowanych nawozów i eksportowanych towarów żywnościowych (owoców, warzyw i mięsa). Również w 2022 ogłoszono przetarg na dzierżawę terenu i przygotowanie infrastruktury hydrotechnicznej pod budowę terminalu instalacyjnego dla morskich farm wiatrowych. W 2024 oficjalnie rozpoczęto budowę terminala instalacyjnego Baltic Hub T5 dla morskich farm wiatrowych.
W 2022 w ramach modernizacji portu wewnętrznego na odcinku od mostu kolejowego do Polskiego Haka, w ramach programu "Modernizacja wejścia do portu wewnętrznego (w Gdańsku). Etap IIIA" o szacowanej wartości 156 mln zł, rozpoczęto przebudowę 380-metrowego odcinka nabrzeża Szyprów. Realizowane przez firmę Erbud prace remontu nabrzeża zostały zakończone w 2024 roku kosztem 28,4 mln zł. 2 stycznia 2025 roku została wydana zgoda budowy osiedla mieszkaniowego na Polskim Haku.